# Liste der Monuments historiques in Gaël
Die Liste der Monuments historiques in Gaël führt die Monuments historiques in der französischen Gemeinde Gaël auf.

## Liste der Objekte
| Bezeichnung             | Beschreibung | Standort                       | Kennzeichnung | Schutzstatus | Datum | Bild |
| ----------------------- | ------------ | ------------------------------ | ------------- | ------------ | ----- | ---- |
| Retabel des Hauptaltars | Marmor, 1651 | in der Kirche St-Pierre (Lage) | PM35000229    | Classé       | 1956  |      |